# ماکروسین
ماکروسین (به انگلیسی: Macrocin) با فرمول شیمیایی C45H75NO17 یک ترکیب شیمیایی با شناسه پاب‌کم 10977 است. که جرم مولی آن ۹۰۲٫۰۷ گرم بر مول می‌باشد. 